# Formações Aéreas Voluntárias

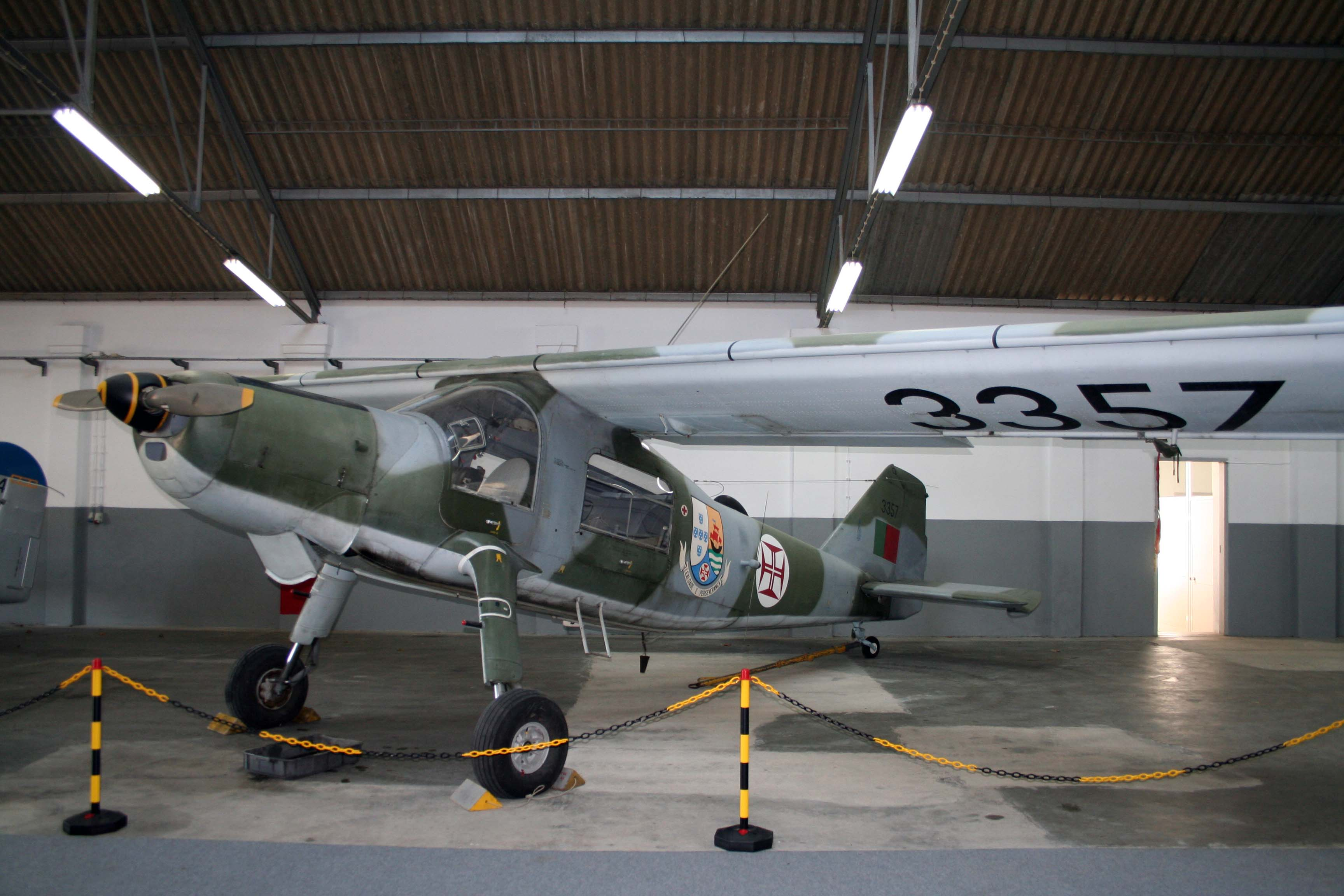
Dornier 27, uma das aeronaves mais utilizadas pelas FAV.

As Formações Aéreas Voluntárias (FAV) constituíram uma organização de milícia aérea, criada em 1962, como corpo auxiliar da Força Aérea Portuguesa, no âmbito da Guerra do Ultramar. Ocasionalmente, aparecem alternativamente referidas como Forças Aéreas Voluntárias.
As FAV eram constituídas por civis (pilotos e pessoal de terra), normalmente pertencentes a aeroclubes, que operavam aeronaves ligeiras pertencentes aos próprios clubes ou à Força Aérea, sob o comando de um oficial militar. Cada FAV estava adida a uma unidade da Força Aérea, na dependência operacional do comando de região aérea. As FAV funcionaram em Angola e Moçambique.
A Formação Aérea Voluntária n.º 201 (FAV 201) em Luanda, organizada pelo Aeroclube de Angola e adida à Base Aérea n.º 9 foi a primeira a ser criada. A FAV 201 foi formada a partir da Esquadrilha de Voluntários do Ar (EVA), a qual tinha sido constituída por pilotos civis voluntários que auxiliaram as Forças Armadas Portuguesas nas operações antiguerrilha no Norte de Angola em 1961.

## Missões

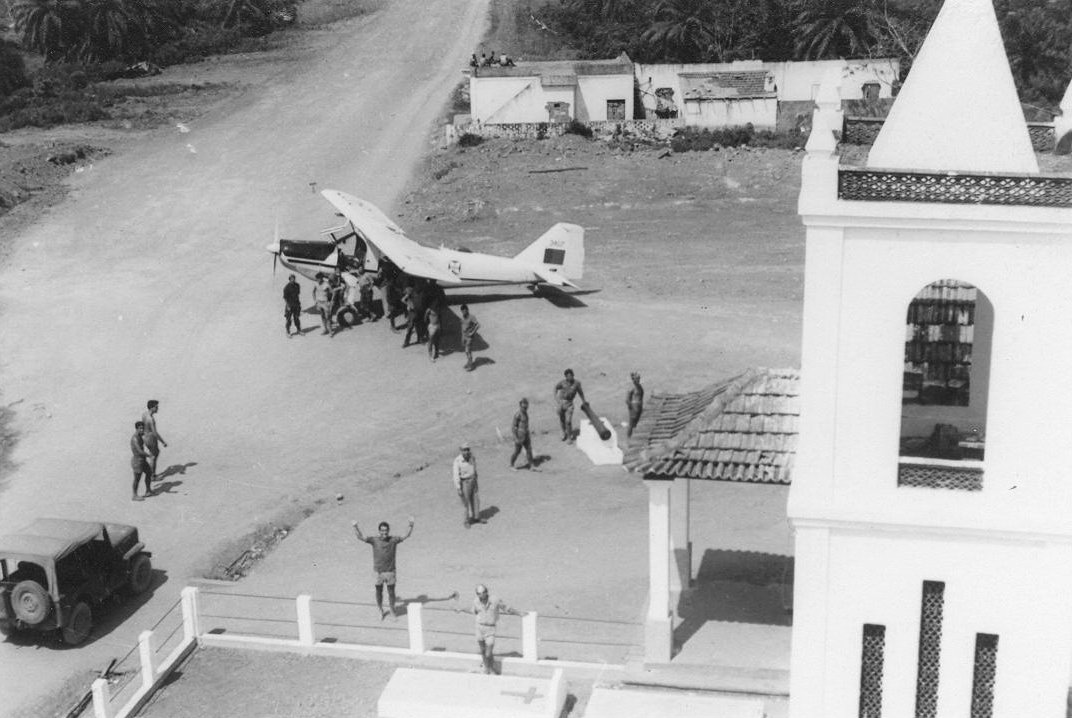
Aeronave ligeira da FAP, Dornier DO-27 junto à Igreja de Nambuangongo (no final da pista que se pode ver na perpendicular) cuja matrícula parece ser 3427, que corresponde ao c/n 2125. Angola, 1962.

As FAV executavam sobretudo missões de apoio logístico às Forças Armadas e população civil, com o fim de libertarem os pilotos militares da Força Aérea para missões de combate. Essencialmente as missões eram as seguintes:
- Observação, vigilância aérea e reconhecimento Visual (RVIS);
- Escuta rádio;
- Reconhecimento fotográfico (RFOT);
- Busca e salvamento;
- Lançamento de reabastecimentos e munições por Paraquedas;
- Lançamentos livres;
- Transporte de evacuação sanitária (TEVS);
- Transporte de mensagens e ligação logística (DLIG).

De notar que, em alguns casos raros, sobretudo nas primeiras operações no norte de Angola, as FAV chegaram a realizar operações de combate, nomeadamente de reconhecimento armado (ATIR) e ataque em apoio das forças de superfície (ATAP).

## Unidades
Foram constituídas FAV em Angola (na dependência da 2.ª Região Aérea) e em Moçambique (na 3.ª Região Aérea), nomeadamente:

### Angola
- FAV 201: criada em 1962, em Luanda;
- FAV 202: 1968, Nova Lisboa;
- FAV 203: 1971, Negage;
- FAV 204: 1973, Silva Porto.[2][3]

### Moçambique
- FAV 301, criada em 1962, na Beira;
- FAV 302, 1962, Lourenço Marques;
- FAV 303, 1963, Nampula;
- FAV 304, 1963, Porto Amélia;
- FAV 305, 1963, Inhambane;
- FAV 306, 1964, Quelimane;
- FAV 307, 1964, Vila Cabral;
- FAV 308, 1964, Tete;
- FAV 309, 1964, João Belo (criado como Destacamento da FAV 302 em 1963);
- FAV 310, 1964, Vila Pery (Destacamento da FAV 303 em 1963);
- FAV 311, 1964, António Enes (Destacamento da FAV 303 em 1963);
- FAV 312, 1964, Lumbo (Destacamento da FAV 303 em 1963);[2][3]

## Aeroclubes participantes na organização de FAV
- Aeroclube de Angola (Luanda);
- Aeroclube de António Enes;
- Aeroclube da Beira;
- Aeroclube do Bié;

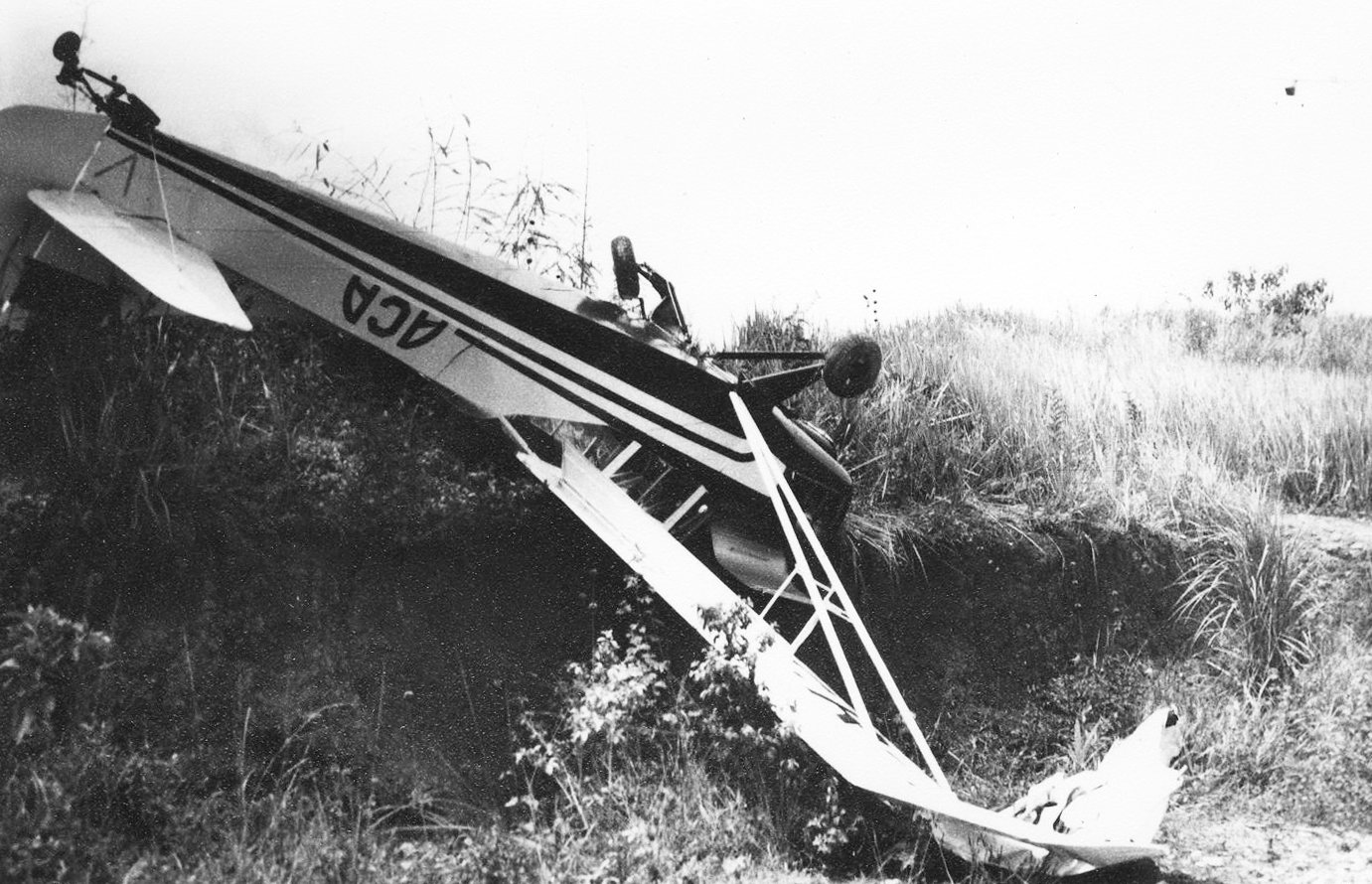
Aeronave ligeira "Auster" com marcações do Aeroclube de Angola (ACA), ao serviço da FAV 201, acidentada após aterragem falhada. De notar a péssima qualidade do piso da pista e a ausência de meios de apoio à aterragem. Nambuangongo, Angola, 1962.

- Aeroclube de Cabo Delgado (Porto Amélia);
- Aeroclube do Congo (Carmona);
- Aeroclube de Gaza (João Belo);
- Aeroclube do Huambo (Nova Lisboa);
- Aeroclube de Inhambane;
- Aeroclube do Lumbo;
- Aeroclube de Malange;
- Aeroclube de Moçambique (Lourenço Marques);
- Aeroclube de Sanza Pombo.
- Clube Aeronáutico do Niassa (Nampula);[2][3]

## Aeronaves Utilizadas

### Aeronaves pertencentes à Força Aérea
- Auster;
- Dornier Do 27.[2][3]

### Aeronaves pertencentes a aeroclubes e a privados
- Auster;
- Piper Tripacer;
- Piper Colt;
- Piper Apache;
- Piper Super Cub
- De Havilland Chipmunk
- De Havilland Tiger Moth;
- Taylorcraft[2][3]